# Efecte Mandela

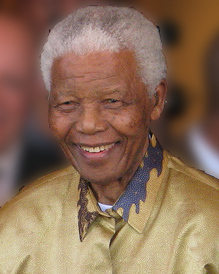
Nelson Mandela, Premi Nobel de la Pau de qui l'efecte rep el nom.

L'efecte Mandela, batejat amb aquest nom per la pseudocientífica Fiona Broome, és el nom amb què es coneix popularment el fenomen de confabulació compartida per diverses persones. Rep el nom del Premi Nobel de la Pau sud-africà Nelson Mandela, ja que, quan s'anuncià la seva mort el 2013 diverses persones afirmaren recordar que Mandela havia mort als anys vuitanta.
S'han donat diverses explicacions al fenomen (diverses d'aquestes de caràcter pseudocientífic) malgrat que existeix ampli consens sobre la raó d'aquest efecte. Tots els records es reconstrueixen periòdicament al llarg de la vida d'una persona, i són modificats a través d'estímuls tant interns com externs. Les referències a un record diferent (ja sigui per mitjà de converses amb altres individus o de mitjans de comunicació que propaguen una idea equivocada) modifiquen l'experiència i modelen els records originals, tot plegat reforçat pels biaixos de confirmació i les dissonàncies cognitives.

## Exemples
L'efecte Mandela es produeix en una gran varietat de contextos diferents, sovint relacionats amb memòries d'infantesa. Alguns dels exemples més notables es mostren a continuació.
- La frase "Sue Ellen, ets un pendó", que és central de la versió en català, però que en realitat és «...tu, mentrestant, fent el pendó..».[11]
- Mickey Mouse és recordat amb tirants, malgrat que no en porta.[2]
- Mickey Mouse és recordat sense cua.[2]
- A la saga de pel·lícules Star Wars la frase «Luke, I am your father» (anglès) o «Luke, jo sóc el teu pare» (català), en realitat és «No, I am your father» o «No, jo sóc el teu pare».[2][5][12]
- Quan es va canonitzar Teresa de Calcuta el 2016, molta gent recordava que s'havia canonitzat el 1990.[13]
- Encara que molta gent recorda l'home del logotip del Monopoly vestint un monocle, no en porta pas cap.[10]
- Hi ha gent que recorda la frase «Ladran Sancho, señal que cabalgamos» de l'obra El Quixot, malgrat que no hi apareix.[10]
- A Espanya molta gent recorda haver seguit en directe el cop d'estat del 23 de febrer de 1981, malgrat que només es va retransmetre per ràdio.[10]
- En la pel·lícula Casablanca en lloc de la frase «toca-la una altra vegada, Sam», Ilsa diu «toca-la, Sam». Aquest fals record apareix per diverses versions idiomàtiques del llargmetratge.[14][15]
- "Elemental, estimat Watson", que Sherlock Holmes mai no va dir.[16]